# Chelengletscher
Chelengletscher – lodowiec o długości 2,5 km (2005 r.) i powierzchni 3,15 km² (1973 r.).
Lodowiec położony jest w Alpach Urneńskich w kantonie Uri w Szwajcarii.